# كينيث والتر ديفيدسون
كينيث والتر ديفيدسون هو سياسي كندي، ولد في 28 يوليو 1937. نشط حزبياً في British Columbia Social Credit Party ‏.